# Жабриця Лемана
Жабриця Лемана, жабриця Леманна (Seseli lehmannii) — вид рослин з родини окружкових (Apiaceae), ендемік Криму.

## Опис
Багаторічна трав'яниста рослина заввишки 20–70 см. Стебло голе, сизе. Листочків обгортки 10–16, деякі з них 3-роздільні. Головний зонтик 7–9 см в діаметрі, з 30 променями. Зонтички багатоквіткові. Пелюстки білі або рожеві. Плоди коротко запушені, з виступаючими ребрами.
Цвіте у липні–серпні, плодоносить у серпні–вересні.

## Поширення
Ендемік Криму, Україна.
В Україні вид зростає на вапняках — майже виключно на яйлах Криму, а також в поясі букових лісів (безлісі вершини), рідко.

## Значення
Ефіроолійна, ґрунтотвірна, протиерозійна, декоративна рослина.

## Загрози й охорона
Можливо, головною загрозою є мала конкурентна здатність, висока стенотопність виду (екологічна локалізованість) та вузький ареал.
Занесений до Червоної книги Україні в статусі «Рідкісний». Охороняється у Ялтинському гірсько-лісовому ПЗ.